# Madis Rubel
Madis Rubel (ur. 2 lipca 1935 w Tallinie, zm. 13 grudnia 2011 tamże) – estoński paleontolog (badacz ramienionogów) i stratygraf.

## Elementy biografii
Ukończył studia wyższe w 1958. Pracował w Instytucie Geologii Estońskiej Akademii Nauk. Stopień naukowy doktora uzyskał w 1986. W latach 1992–2000 był profesorem tytularnym na katedrze paleontologii i stratygrafii na Uniwersytecie Tartuskim, po przejściu na emeryturę kontynuował działalność naukową jako professor emeritus.

## Działalność naukowa

### Znaczenie w historii nauki
Zajmował się taksonomią ramienionogów ordowickich i przede wszystkim sylurskich, w której posługiwał się metodami matematycznymi. Przedstawił syntezę taksonomiczną ramienionogów sylurskich Estonii (ponad 130 gatunków w obrębie 11 rzędów). Opisał (we współautorstwie) nowy rodzaj Didymothyris Rubel & Modzalevskaya, 1967 oraz liczne nowe gatunki. Był współautorem Treatise on Invertebrate Paleontology.
Opracował także (we współautorstwie z Lechem Tellerem) ramienionogi wczesnodewońskie z wierceń w miejscowości Bachus oraz na warszawskim Ursynowie.

### Wybrane prace
- Брахиоподы Pentamerida и Spiriferida силура Эстонии (1970)[11]
- Taxonomy of dicoelosiid brachiopods from the Ordovician and Silurian of the East Baltic (1971)[16]
- Silurian brachiopods Dictyonellida, Strophomenida, Productida, Orthotetida, Protorthida and Orthida from Estonia (2011)[12]

## Upamiętnienie
Na jego cześć nazwano rodzaj ordowickich ramienionogów Madiorthis Zuykov & Harper in Zuykov, Terentiev & Harper, 2008 oraz kilka gatunków, m.in. sylurskiego ramienionoga Morinorhynchus rubeli Musteikis & Cocks, 2004.